# Andrej Kokot
Andrej Kokot, koroško-slovenski pesnik, pisatelj, prevajalec in urednik, * 23. november 1936, Zgornja vas, Avstrija, † 7. november 2012, Celovec.

## Življenjepis
Od leta 1942 do leta 1945 je bil med družinami, ki so jih nacisti pregnali v Nemčijo. Osnovno šolo je obiskoval na Kostanjah. Nato se je vpisal na kmetijsko šolo v Podravljah. Od leta 1960 je bil zaposlen pri Slovenski prosvetni zvezi v Celovcu. Od leta 1963 je bil tudi njen tajnik. V letih 1980−90 je bil kulturni urednik pri tedniku Slovenski vestnik. 
Pravijo mu tudi pesnik samorastnik zaradi njegove zagrizenosti pri pisanju njegovih del. Kokot je pisal liriko, prozo, kritike ter prevajal iz nemščine v slovenščino in obratno.

## Delo
Kokot je pisal humanistično, borbeno poezijo. Vanjo vnaša politične in kritične misli. Podredijo se jim:
- pokrajina
- idilika
- čustva

### Tematika njegovih prvih del
- Zemlja molči (1969)

Uvod v to njegovo prvo pesniško zbirko je napisal pisatelj Slavko Jug. V tej zbirki je objavljenih več verzov upora. Zadnja pesem v tej zbirki ima naslov »Protest«. V pesniku je oster upor rodilo divje nasilje, oblastništvo. Ravno ta protest Kokota spremlja tudi v nadaljnjih delih.
- Ura vesti (1970)

Uvodno besedilo je napisal Mitja Mejak. Tokrat se v središču pojavi pesnikovo razmišljanje o tem, ka je življenje in kaj pomeni smrt. V tej zbirki srečamo obup, bolečino, ter prisonost volje do življenja.
- Pesniški list 9 (1972)

Pesnik tu izpoveduje svoj jasni obup. Predstavi nam svoje tegobe in tegobe drugih ljudi.
- Čujte, zvonovi pojo (1972)

To je pesniška zbirka upora in kritike, ki je razdeljena na štiri dele:
- Še moja smrt je upor
- Stvarnost naše bitnosti še ni praznina
- Mrtvaški zvonovi pojo
- Je zarohnela resnica našega izvora

### Pesniške zbirke
- Zemlja molči, 1969 (COBISS)
- Ura vesti, 1970 (COBISS)
- Pesniški list 9, 1972
- Čujte, zvonovi pojo, 1972 (COBISS)
- Onemelo jutro, 1974 (COBISS)
- Nekje pa pesmi pojo, 1976 (COBISS)
- Kamen molka, 1979 (COBISS)
- Kaplje žgoče zavesti, 1982 (COBISS)
- Ringaraja, 1983 (COBISS)
- Ko zori spomin, 1996 (COBISS)
- Pastirjevi rajmi, 1996 (COBISS)
- Koroški rožni venec, 2001 (COBISS)
- Pozabljeno sonce, 2007 (COBISS)

### Prevodi
- Peter Handke, Pesem trajanju. (Gedicht an die Dauer), 1987
- Erich Fried, Pesmi, 1988
- Peter Paul Wiplinger, Oporoka časa, 1989
- Michael Guttenbrunner, Pesmi, 1993
- Neža Maurer, Wenn wir lieben. Liebeslyrik. (Kadar ljubimo.), 1995
- Brücken zwischen Drau und Save. Mostovi med Dravo in Savo. Slovensko, nemško., 2006

## Priznanja
Za pesniško zbirko Kaplje žgoče zavesti, 1982 je Kokot leta 1983 prejel nagrado Prešernovega sklada.